# Plummerův teriér
Plummerův teriér (anglicky: Plummer Terrier) je poměrně vzácné anglické psí plemeno neuznané Mezinárodní kynologickou federací (FCI).

## Historie
Historie plummerova teriéra není příliš dlouhá, plemeno totiž vzniklo v první polovině 20. století. Při šlechtění, které v té době probíhalo, byli využíváni fellský teriér, Jack Russell teriér, bígl, a později i bulteriér. Nutno podotknout, že fellský teriér není psí plemeno, ale jen typ teriérského psa se stejnými povahovými vlastnostmi a neustáleným vzhledem. Šlechtitelem byl velšský spisovatel Brian Plummer († 2003), podle něhož bylo plemeno pojmenováno.
Plummerův teriér je poměrně vzácný pes, kterého mimo Velkou Británii neuvidíme a už vůbec ne ve střední Evropě. Přestože se jedná o vzhledově i povahově ustálené plemeno, dosud nebylo uznáno ani FCI, UKC či AKC. Pravděpodobně je to způsobeno tím, že představitelé šlechtitelského klubu o uznání ani nestojí, podobné je to třeba i u patterdale teriéra. Tento šlechtitelský klub se nazývá Plummer Terrier Club Of Great Britain.

## Povaha
Povahově je plummerův teriér soběstačný, dominantní, tvrdohlavý, ale také energický, hravý a inteligentní. V obtížných situacích se umí rozhodnout sám a příliš se na majitele nespoléhá. Může se zdát i mírně arogantní, ale pokud najde vhodného majitele, je mu plně oddaný a loajální. Je to pes jednoho pána, toho si zvolí a nikoho jiného neposlouchá. Má silný lovecký pud a pokud se mu něco nelíbí, nebojí se dát to vědět kousancem. I proto se nehodí do rodiny s dětmi. Doma je plummerův teriér klidný a tichý, ale na lovu je bystrý, energický a hlasitý. Je to odborník na lov škodné, který je zvyklý lovit ve skupině. S jinými psy se snese a dokáže s nimi spolupracovat, výjimečně mohou kvůli dominanci vznikat šarvátky. Neimponuje sice velikostí, ale je to dobrý hlídač, který na každého kolemjdoucího upozorní hlasitým štěkotem a v případě nutnosti svůj majetek i rodinu brání.

## Péče a nároky
Plummerův teriér se hodí spíše na vesnici nebo do malého města. Přestože se tento pes může zdát malý a křehký, nedělá mu problém celoroční pobyt venku (v případě přístupu do zateplené boudy). Vyžaduje hodně volného pobytu, který mu majitel ve velkoměstě dopřát nemůže. Hodí se pro všechny typy pohybu, od lovu, který je pro něj nejpřirozenější, až po horské túry. Srst, která pokrývá celé tělo, je krátká, hustá a přiléhavá. Na břiše může být trochu řidší. Důležité je ale to, že má podsadu, to znamená, že tito psi 2x ročně línají (na jaře a na podzim). V tomto období je nutné věnovat srsti zvláštní pozornost.